# Spijkstaal

Firmenlogo

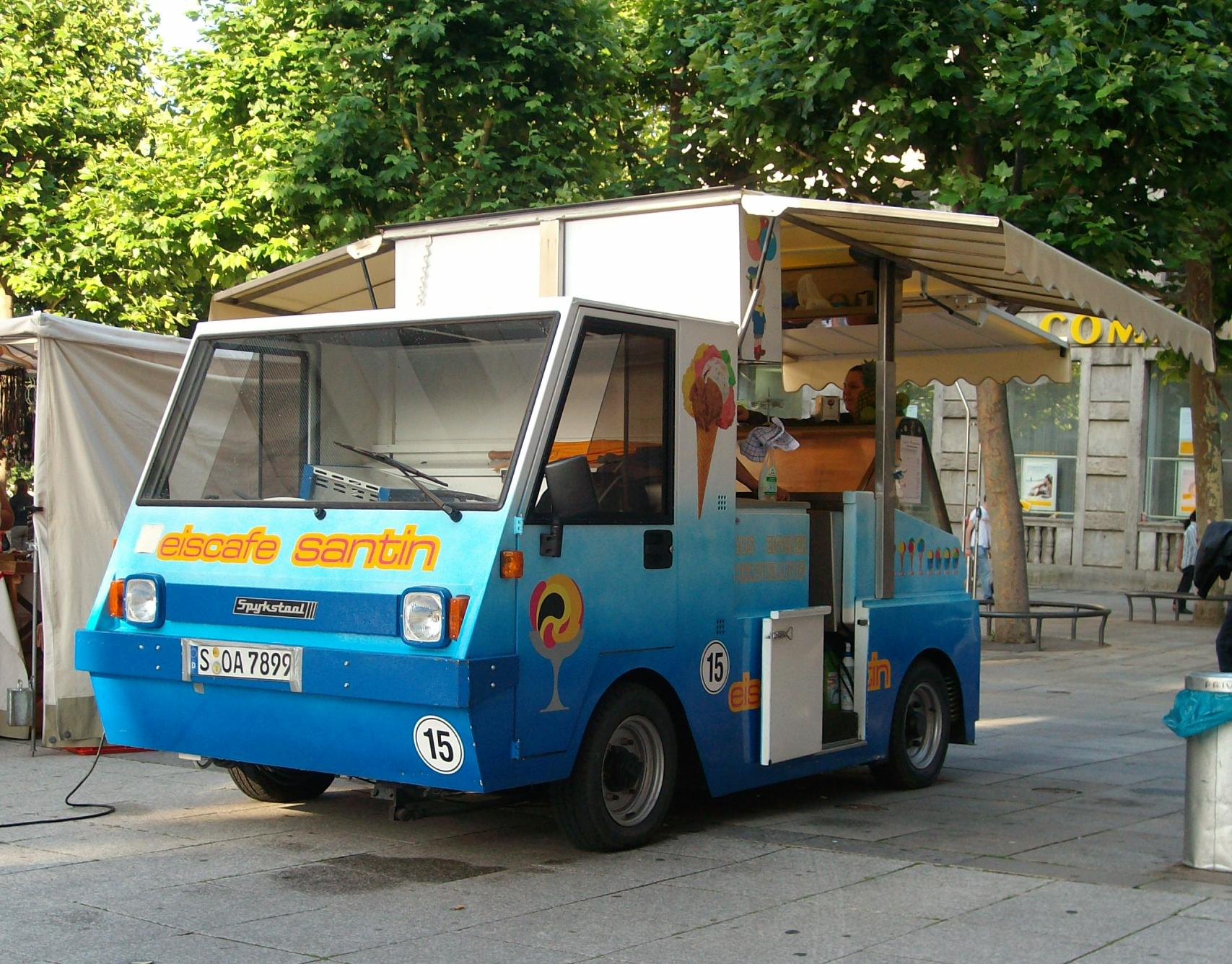
Spijkstaal Eisverkaufswagen in Stuttgart

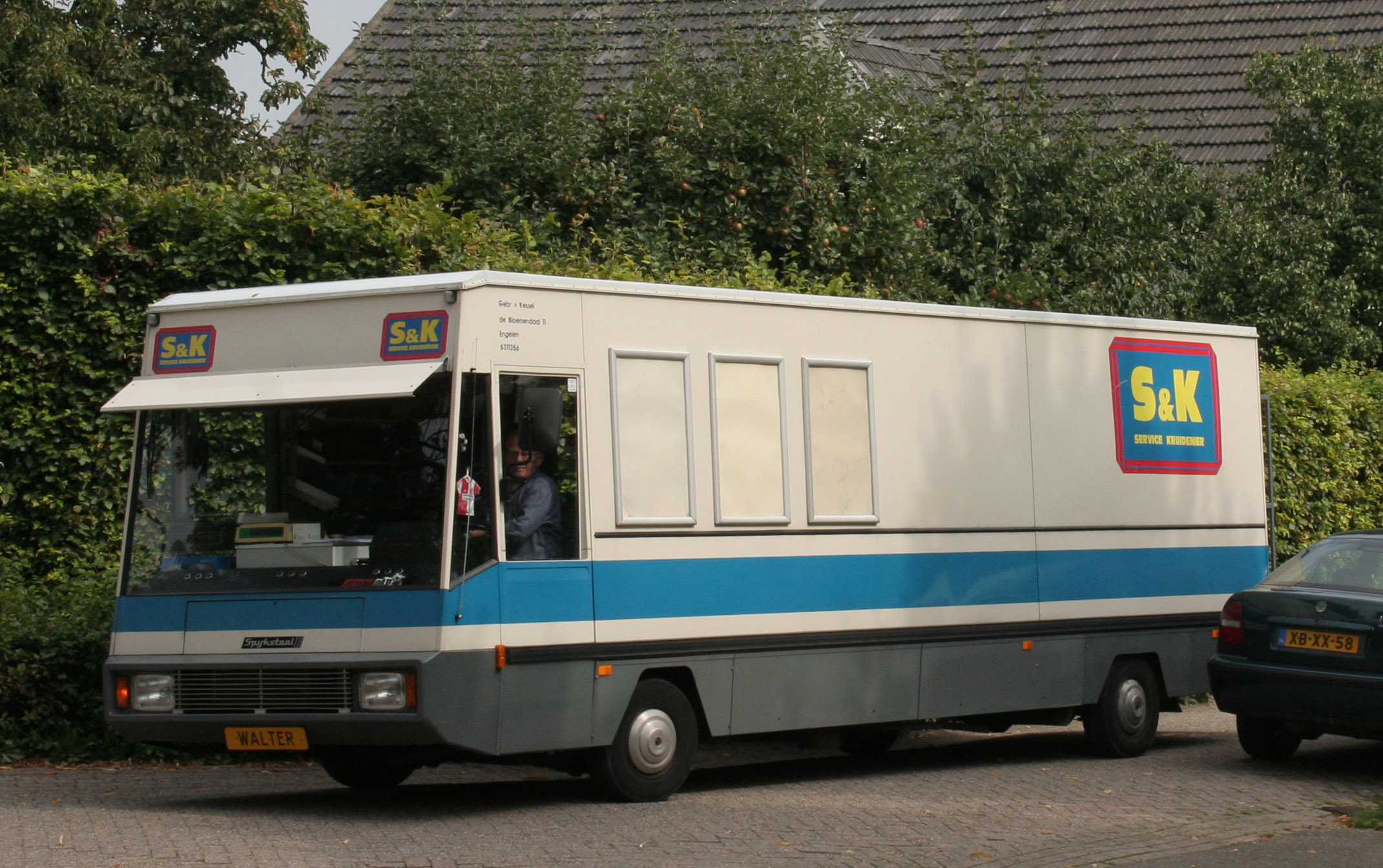
Spijkstaal SRV, ein rollender Supermarkt

Spijkstaal Elektro B.V. ist ein niederländisches Unternehmen, das Nutzfahrzeuge mit elektrischem Antrieb produziert.
Das in Spijkenisse beheimatete Unternehmen produziert jährlich rund 500 Fahrzeuge und beschäftigt rund 75 Mitarbeiter. Die Produktpalette reicht von kleinen Transportfahrzeugen, die in Fabriken eingesetzt werden, bis hin zu kleinen Bussen. Spijkstaal wurde 1938 gegründet. In der Anfangszeit wurden hauptsächlich Fahrzeuge für die Auslieferung von Milch sowie Verkaufswagen produziert. Siehe zur Milchauslieferung: Milk float.
Gemeinsam mit dem italienischen Unternehmen BredaMenarinibus entwickelte Spijkstaal einen elektrisch angetriebenen Bus namens ZEUS (Zero Emission Urban System) für 32 Fahrgäste, der eine Höchstgeschwindigkeit von 35 km/h erreicht und dessen Batteriekapazität für einen Betrieb von 4 bis 5 Stunden ausreicht; die Batterie kann innerhalb weniger Minuten aufgeladen werden.

## Fahrzeuge im Film
Der in den Filmen Flodder benutzte, fahrende Supermarkt ist ein SRV-Wagen von Spijkstaal.
Das Konzept von 1966 des SRV-Wagens wurde 1995 an Springer & Partners abgegeben.